# Amathusia taenia
Amathusia taenia är en fjärilsart som beskrevs av Hans Fruhstorfer 1899. Amathusia taenia ingår i släktet Amathusia och familjen praktfjärilar. Inga underarter finns listade i Catalogue of Life.